# Teresa Hsu Chih
Teresa Hsu Chih (7 de julho de 1898 – 7 de dezembro de 2011) foi uma assistente social chinesa-singapurense, conhecida carinhosamente como "Madre Teresa de Singapura", em reconhecimento por sua devoção ativa e vitalícia em ajudar idosos doentes. Ela foi a fundadora das instituições de caridade sem fins lucrativos, Heart to Heart Service e Home for the Aged Sick, uma das primeiras residências para doentes idosos em Singapura. Ela trabalhou como assistente social na China e no Paraguai e como enfermeira na Inglaterra, antes de se mudar para Singapura para fundar instituições de caridade similares sem fins lucrativos desde 1961. Como supercentenária, Hsu ainda estava envolvida em trabalhos de caridade e era um dos poucos supercentenários reconhecidos por razões diferentes da sua longevidade. Ela gastou quase todas as suas economias na alimentação e habitação dos pobres e dos idosos, todos mais jovens do que ela, mas ela mesma liderou um estilo de vida simples e humilde. Em 2005, ela recebeu o Prêmio Especial de Reconhecimento do governo de Singapura em reconhecimento à sua contribuição para o país.